# Viejo smoking (tango)
Viejo smoking es un tango con letra de Celedonio Esteban Flores y música de Guillermo Barbieri compuesto en 1930 que integró el repertorio de Carlos Gardel.

## Letra del tango
La letra del tango está estructurada como un parlamento en que el cantor se dirige a su "viejo smoking” y desde la frase inicial -“Campaneá como el cotorro va quedando despoblado”- hace referencia a su mala situación actual en comparación con la buena época pasada.
Guillermo García escribió sobre las letras de tango en general que “La ciudad con sus lujos, sus brillos, sus falsas promesas de bienestar y ascenso social, seduce, aparta del recto camino, atrae hacia la perdición y el olvido del origen situado en el suburbio que, igual a una madre, siempre espera dispuesto a perdonar el error. En esos ámbitos 'periféricos' perviven, aunque más no sea en forma de recuerdos, los valores tradicionales que la modernidad tiende a matar y que vuelven a cobrar cuerpo a través de la representación nostálgica de ciertos lugares y acontecimientos eminentemente emblemáticos” agregando que a veces esto se hace a través de la referencia a  objetos concretos como, por ejemplo, el “viejo smoking".
José Gobello escribió que esta letra era “una de las más bellas” escritas por Celedonio Flores y Carlos Mina señaló el papel de “símbolo de un pasado mejor” que cumple la prenda en esta letra.
Por su parte Carlos A. Gadea dice que en el tango “El amor parecía emerger como un lujo, casi inaccesible por las desventuras del medio. Las ilusiones y los sueños no podían vencer el paso del tiempo, que a todo parecía transformar en “descolado mueble viejo”, o en la nostalgia que la voz de Carlos Gardel hacía aún más sentida en “Viejo smoking”: “Yo no siento la tristeza de saberme derrotado y no me amarga el recuerdo de mi pasado esplendor; no me arrepiento del vento ni los años que he tirado pero lloro al verme sólo, sin amigos, sin amor, sin una mano que venga a llevarme una parada, sin una mujer que alegre el resto de mi vivir. Vas a ver que un día de estos te voy a poner de almohada y tirado en la catrera te voy a dejar morir”.

## Película
Gardel canta este tango acompañado por la orquesta de Francisco Canaro en el cortometraje Viejo smoking producido en 1930 por Federico Valle y dirigido por Eduardo Morera.

## Grabaciones
- 1930: Carlos Gardel con acompañamiento de guitarras, el 1° de abril.
- 1952: Juan D’Arienzo y su orquesta con la voz de Armando Laborde para el sello RCA Víctor.
- 1952: Francini-Pontier con la voz de Julio Sosa para el sello RCA Víctor en el mes de diciembre.
- 1956: Francisco Rotundo y su orquesta con la voz de Carlos Roldán para el sello Odeón.
- 1978: Roberto Goyeneche con la orquesta de Raúl Garello para el sello RCA Víctor en el mes de agosto.